# WLAN-Sniffer
Ein WLAN-Sniffer ist ein Programm zum Auffinden von drahtlosen Rechnernetzen (WLANs) und Abhören darüber übertragener Daten.

## Funktionsweise
Man unterscheidet zwei Arten von WLAN-Sniffern: aktive und passive.

### Aktive WLAN-Sniffer
Zu dieser Kategorie gehört der recht verbreitete NetStumbler, der vor allem auf Windows-Systemen genutzt wird. Aktive WLAN-Sniffer senden sogenannte Probe-Request-Pakete an den Access Point, welcher daraufhin mit einem Probe-Response-Paket antwortet. Es findet also eine explizite Abfrage statt. Anschaulich kann man das vielleicht folgendermaßen erklären: Der Sniffer ruft auf jedem Kanal „Hallo, ist da jemand?“ und jeder Access-Point, der diesen empfangen kann (im aktuellen WLAN-Kanal), antwortet „Ja, hier ist ein Netz!“.
Der Lokalisierungsdienst Skyhook arbeitet ebenfalls auf diese Weise, wie in einer Arbeit an der ETH Zürich dargestellt wurde.

### Passive WLAN-Sniffer
Der bekannteste Sniffer dieser Kategorie ist u. a. der unter GNU/Linux weit verbreitete Sniffer Kismet.
Zum Auffinden und Abhören wird der Wireless Adapter in einen Monitormodus geschaltet (nicht zu verwechseln mit dem Promiscuous Mode, der eine Schicht höher arbeitet). Dieser sendet nun selbst keine Daten mehr, sondern reicht die empfangenen Pakete direkt und unverändert an den WLAN-Sniffer weiter. Damit kann der Benutzer des Sniffers erkennen, ob sich ein WLAN in Reichweite befindet und welche Parameter das Netz hat. Empfangen werden entweder die Nutzdaten (der normale Netzverkehr) des WLANs oder, wenn beispielsweise nachts der AP der einzige Knoten im WLAN ist, die sogenannten Beacons. Sobald eine ausreichende Anzahl an Paketen (bis zu 10 Mio. – bei neueren Angriffen wie dem von KoreK genügen jedoch häufig schon 10 % oder weniger davon) gesammelt wurde, kann mit dem Erraten des WEP-Schlüssels begonnen werden. Passivscanner haben einige Vorteile gegenüber Aktivscannern:
- Passivscanner können nicht entdeckt werden, da keinerlei Emissionen vom Scanner ausgehen. Wardriving mit passivem Scanner ist demzufolge nicht in Logfiles (außer dem des Scanners) nachweisbar.
- Passivscanner können natürlich Aktivscanner erkennen. So ist es beispielsweise möglich, Intrusion Detection Systeme wie Snort an passive Scanner wie Kismet zu koppeln, um Angriffe auf WLANs zu bemerken.
- Passivscanner erkennen auch exotische WLANs, die nicht auf normale Probe-Requests antworten, abgewandelte Protokolle verwenden (Straßenbahnen in manchen Städten), oder deren ESSID verborgen ist, kurz gesagt, bei denen kein Handshake – wie oben beschrieben – zustande kommt.

WLAN-Sniffer werden auch von Wardrivern und Warwalkern zum Snarfing eingesetzt.
Das absichtliche Abhören oder Protokollieren von Funkverbindungen ist in Deutschland verboten, sofern es vom Netzbetreiber nicht explizit erlaubt wurde. Ungewolltes Abhören scheint nach dem Telekommunikationsgesetz erlaubt zu sein, jedoch ist eine Speicherung, Weitergabe oder Verwendung der so erlangten Daten ebenfalls nicht zulässig.

## Verbreitete WLAN-Sniffer
POSIX:
- dstumbler – BSD
- bsd-airtools – BSD, Toolkit (passiv, WEP-Cracker, WLAN-Bibliothek …)
- wifiscanner – Linux, BSD, Mac OS X (GPL)
- Wireshark – Linux, BSD, Mac OS X, Windows (GPL)
- Kismet – Linux, BSD, Mac OS X (GPL)
- MacStumbler – Mac OS X

Windows:
- Cain & Abel
- NetStumbler – aktiv
- NetDetect – aktiv/passiv
- AirMagnet WiFi Analyzer (ehemals AirMagnet Laptop) – aktiv/passiv (kommerziell)
- Airopeek – passiv (kommerziell)
- CommView for WiFi – aktiv/passiv (kommerziell)
- Sniff'em – (kommerziell)
- inSSIDer – aktiv (Apache-Lizenz)
- Vistumbler – (ab Vista) (GPLv2)
- Wireshark – Linux, BSD, Mac OS X, Windows (GPL)

Windows Mobile:
- WiFiFoFum
- WiFi Graph
- PeekPocket

### Andere verwendete Programme
- Airsnort – Programm zum Brechen der WEP-Verschlüsselung
- Aircrack – ein WEP/WPA-Cracker der neuen Generation
- fakeAP – simuliert viele falsche WLANs (zum Ärger von Wardrivern)